# Prins van Oranjeklasse

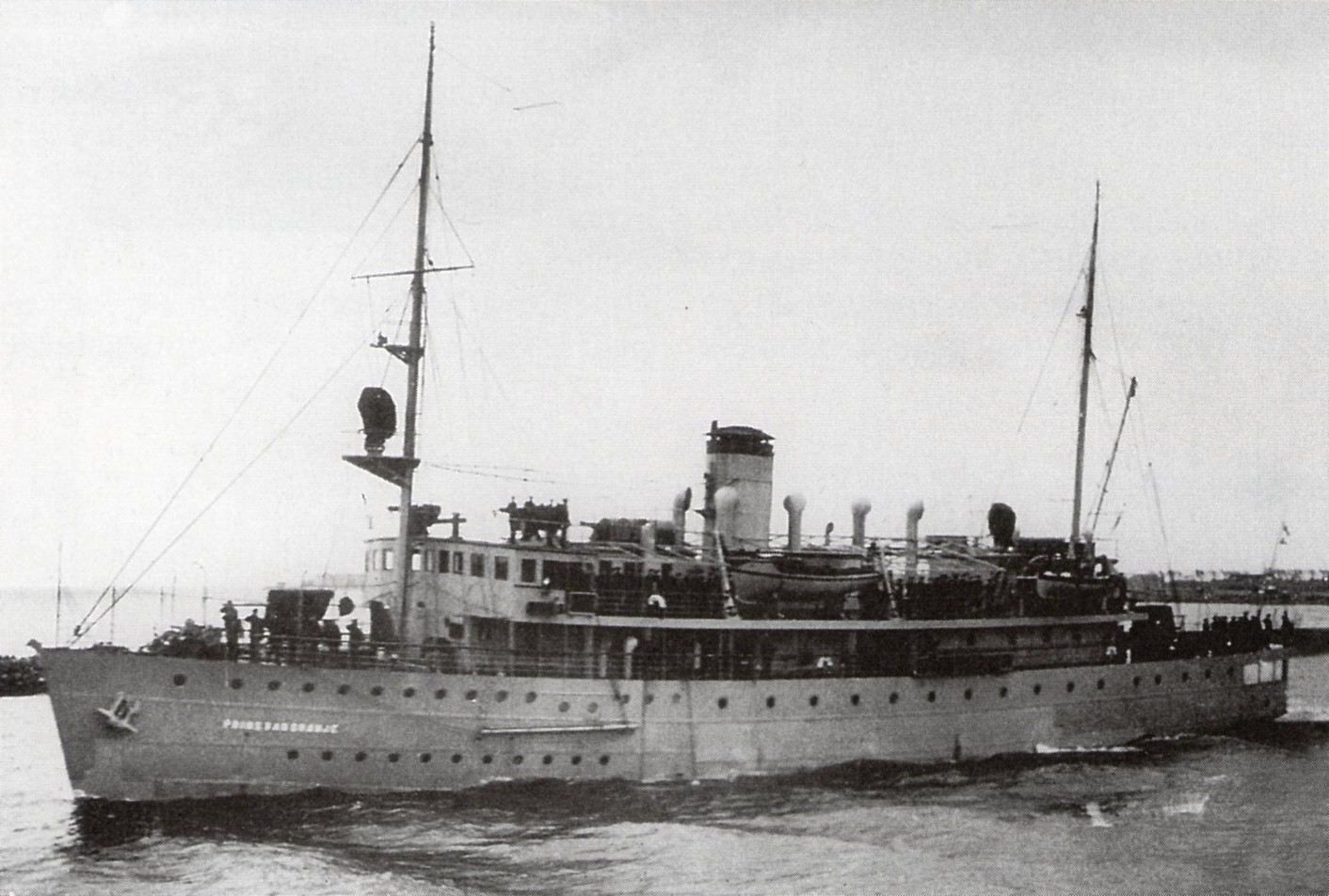
Hr. Ms. Prins van Oranje

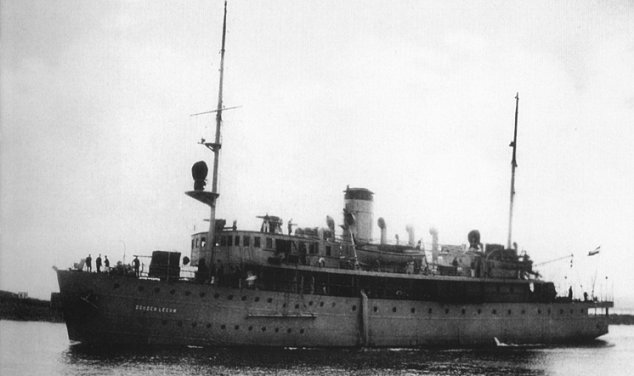
Hr. Ms. Gouden Leeuw

De Prins van Oranjeklasse was een Nederlandse klasse van mijnenleggers die twee schepen omvatte. Beide schepen zijn gebouwd door scheepswerf De Maas uit Slikkerveer en waren bedoeld om dienst te doen in de wateren van Nederlands-Indië. De bouw van de schepen begon in 1930 en was in 1932 afgerond. Beide schepen waren in dienst tijdens de Duitse aanval op Nederland in 1940 en gestationeerd in Nederlands-Indië. Tijdens de oorlog met Japan zijn beide schepen verloren gegaan.

## Schepen
- Hr. Ms. Prins van Oranje (1932-1942)
- Hr. Ms. Gouden Leeuw (1932-1942)

## Technische kenmerken
De schepen van de Prins van Oranjeklasse hadden de volgende afmetingen: 56,8 x 11,0 x 3,3 meter. Met een waterverplaatsing van 1.291 ton waren de schepen een stuk zwaarder dan de schepen van de Douwe Aukesklasse die in de jaren 20 in dienst waren genomen. Voor de aandrijving konden de schepen vertrouwen op twee motoren die 1.750 pk leverden. Om de schepen in bedrijf te houden was een bemanning nodig van 121 koppen.

## Bewapening
De bewapening van de schepen van de Prins van Oranjeklasse waren twee 7,5 cm kanonnen, twee 40 mm mitrailleurs en één 12,7 mm mitrailleur. Daarnaast konden de schepen van de Prins van Oranjeklasse 150 zeemijnen meenemen. Daarmee weken de schepen van de Prins van Oranjeklasse niet veel af van de schepen van de Douwe Aukesklasse.